# Burgstelle Tiefenbach

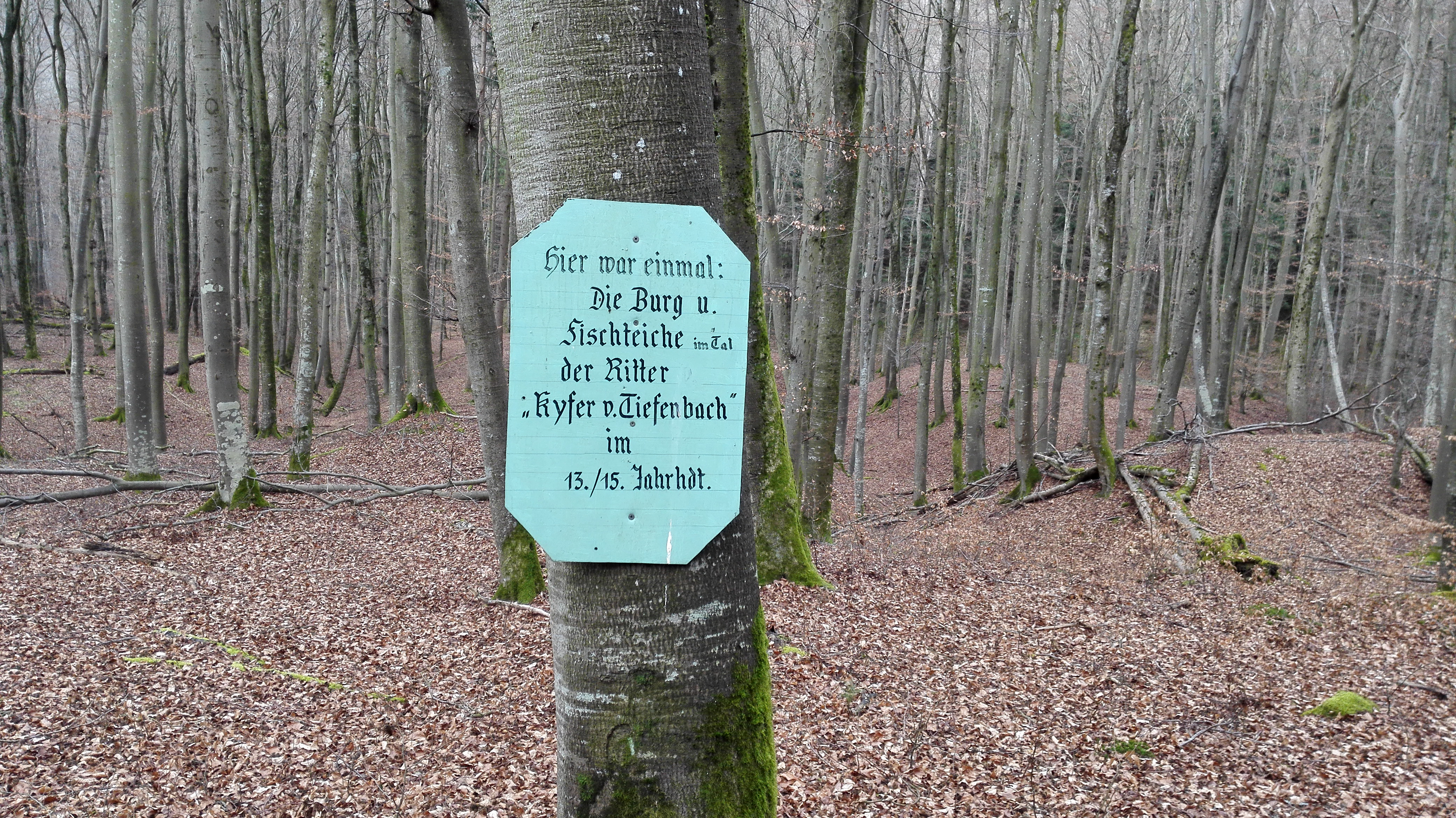
Schild rechts des Tiefenbach Rundweges, vom Käppele (Gemarkung Dettingen-Teck) kommend etwa 800 m

Die Burgstelle Tiefenbach ist eine abgegangene hochmittelalterliche Niederungsburg vom Typus einer Turmhügelburg (Motte) 3 km südwestlich des Ortes Dettingen unter Teck im Landkreis Esslingen in Baden-Württemberg.

## Geographische Lage
Die Burgstelle liegt auf 392 m ü. NN südlich der Vogelhalde (südwestlich von Dettingen) am Südhang eines Tälchens, in Anlehnung an den Bachlauf des Tiefenbachs und nordöstlich des gleichnamigen Landschaftsschutzgebietes Tiefenbachtal am kurzen Tiefenbachzufluss, dem Heusteige-Bach. Von der Hügelburg (Motte) sind nur noch geringe Reste des Burghügels, eines Walls und Burggräben zu sehen.

## Geschichte
Die Burg wurde im 13. Jahrhundert erbaut, 1269 bis 1377 erwähnt und vor 1450 zerstört. Sie befand sich im Besitz der Kiver von Tiefenbach (auch Kyfer, Küfer, Keifer bzw. Zänker benannt). Erbauer war wohl Ritter Heinrich genannt Kiver. Die Kiver von Tiefenbach sind Dettinger Ortsadel und von 1269 bis 1403 belegt. Sie waren Ministeriale der Herzöge von Teck, später der Grafen von Württemberg. Zur Burg gehörten größere nahegelegene Rodungsflächen und Hofstätten im Tiefenbachtal. Ein Fischweiher, dessen Staudamm 400 m bachaufwärts gelegen, sich noch erhalten hat, wurde wohl auch zur Erzwäsche genutzt, denn rund um die Burg sind Pingenfelder und Schlackenplätze des Erzabbaus nachgewiesen. Damit kann die Burganlage als eine Rodungsburg und Verwaltungsmittelpunkt für Bergbauaktivitäten des Adels angesehen werden, wie es auch für die umliegenden Burgen, die Mansberg der Herren von Mansberg und die Bol der Herren von Bol, zutrifft.
1377 verlieh Graf Eberhard der Greiner noch Burgrechte, also die Zugehörde an Johann von Hochdorf: Tieffenbach die burg, lüt und guot, äcker und wisen, holtz und velde, besuohtz und unbesuhtz, genant oder vngenant, was überal zuo der vorgenannten bürg oder daran gehöret, alz daz Ruodolff der Kyfer bizher von uns ze lehen gehebt hat. Da die Burg danach nicht mehr urkundlich erwähnt wird, wurde sie wohl bereits vor 1450 zerstört oder aufgegeben.
Von der zugehörigen mittelalterlichen Bauernsiedlung Tiefenbach (Diefenbach), die wohl nur aus einzelnen Hofstellen bestand, ist keine Spur mehr zu finden.

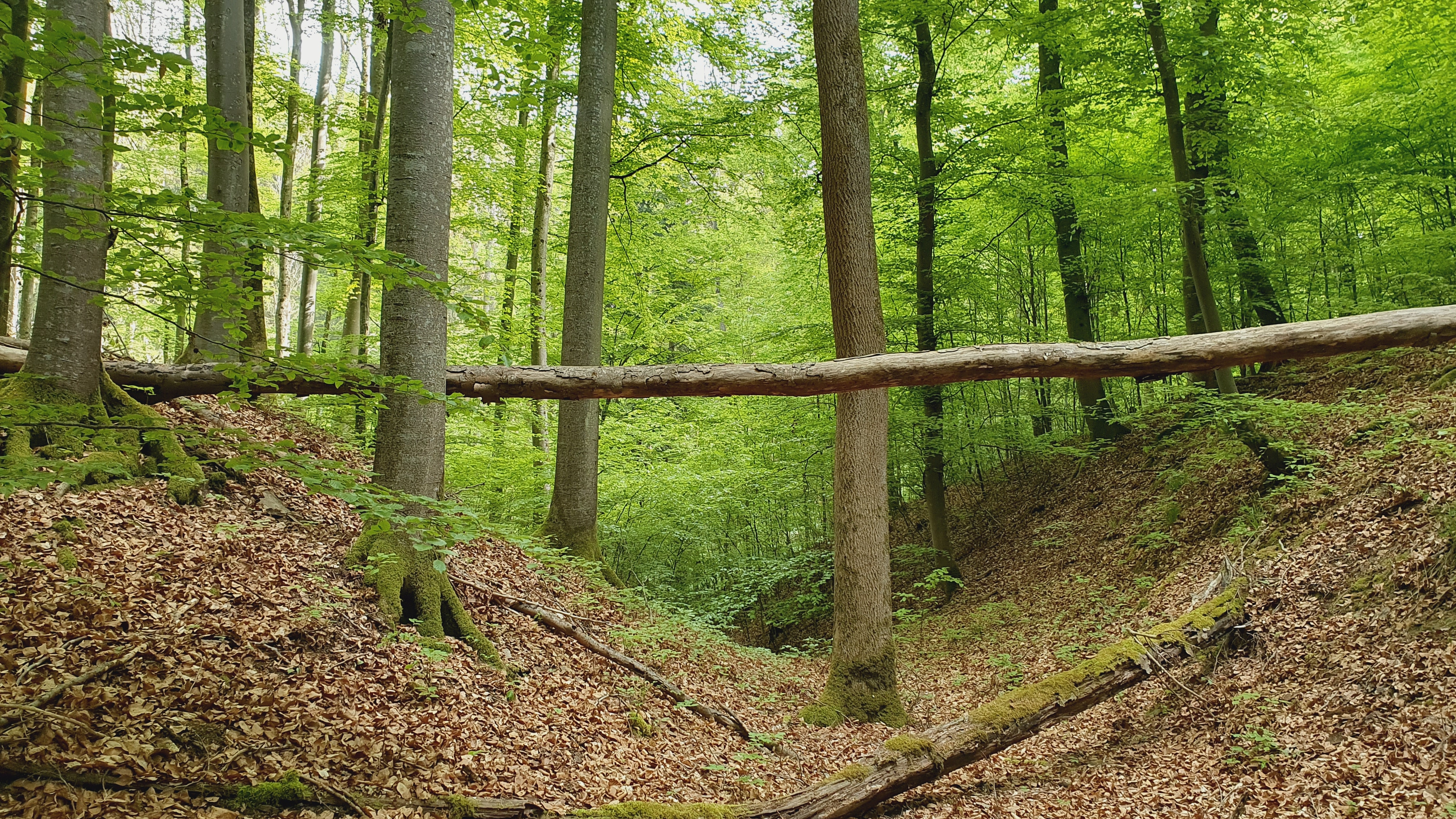
Der Burggraben
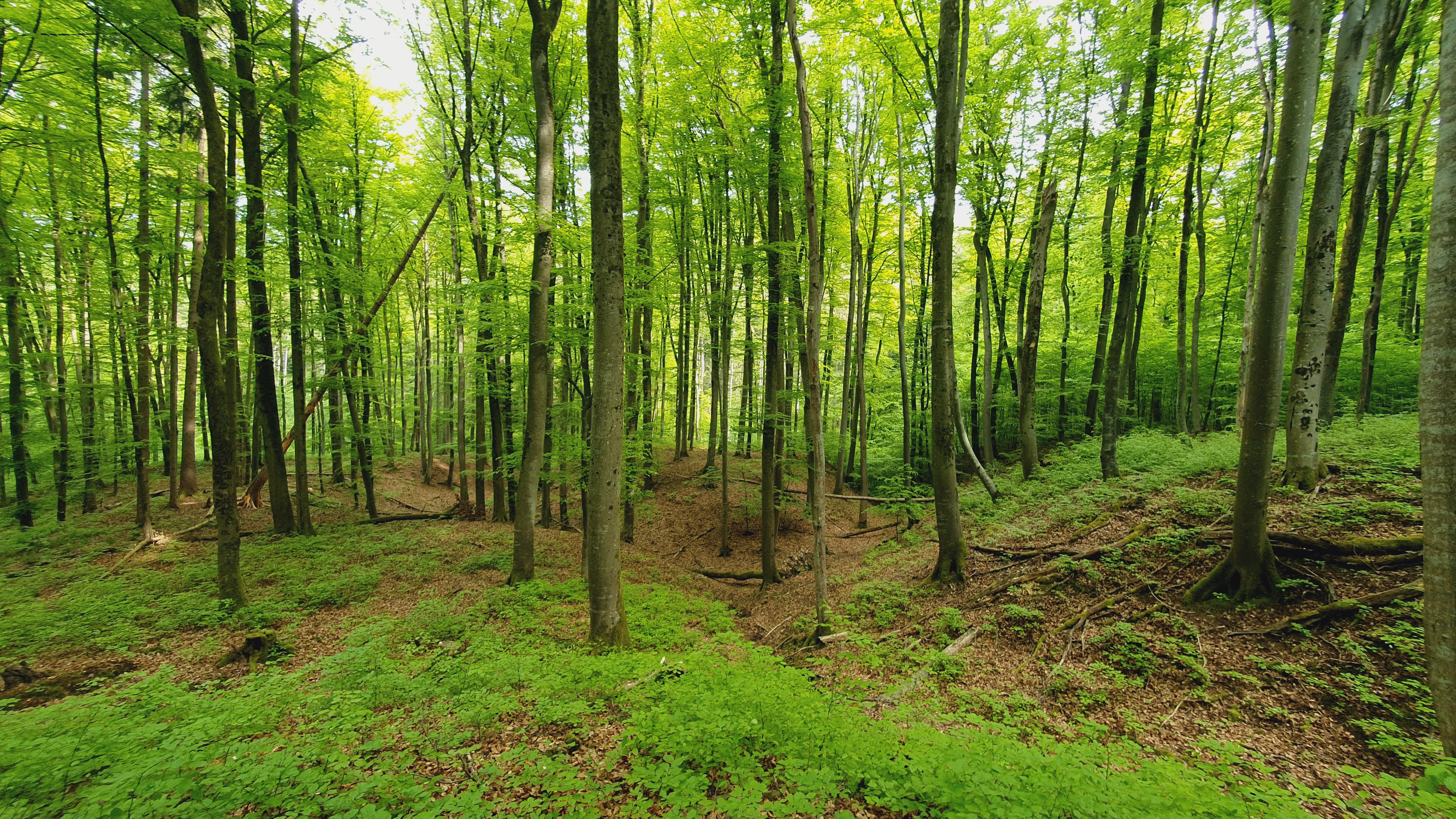
Überblick über die Burgstelle Tiefenbach
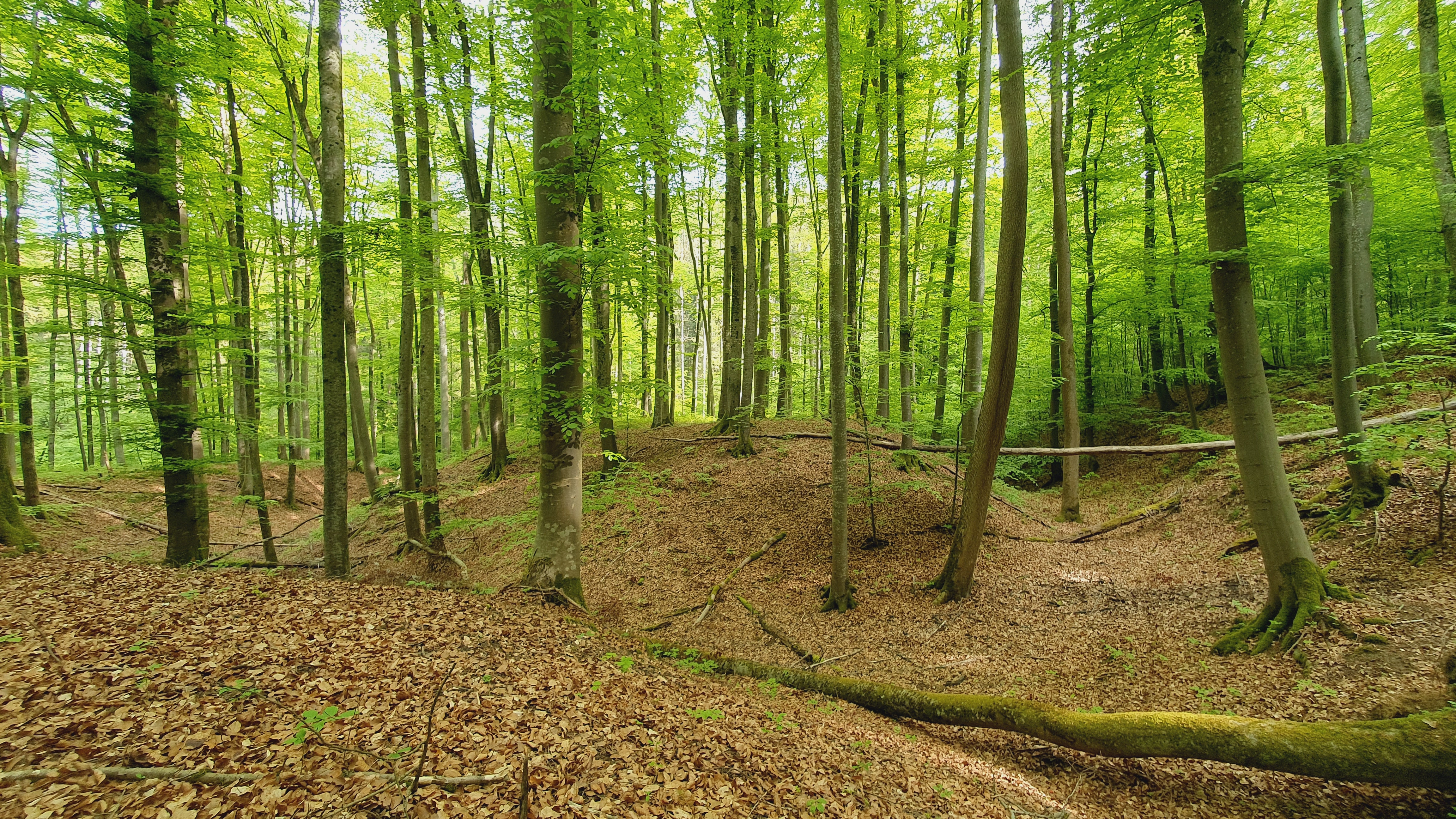
Burghügel mit dem inneren Rundgraben
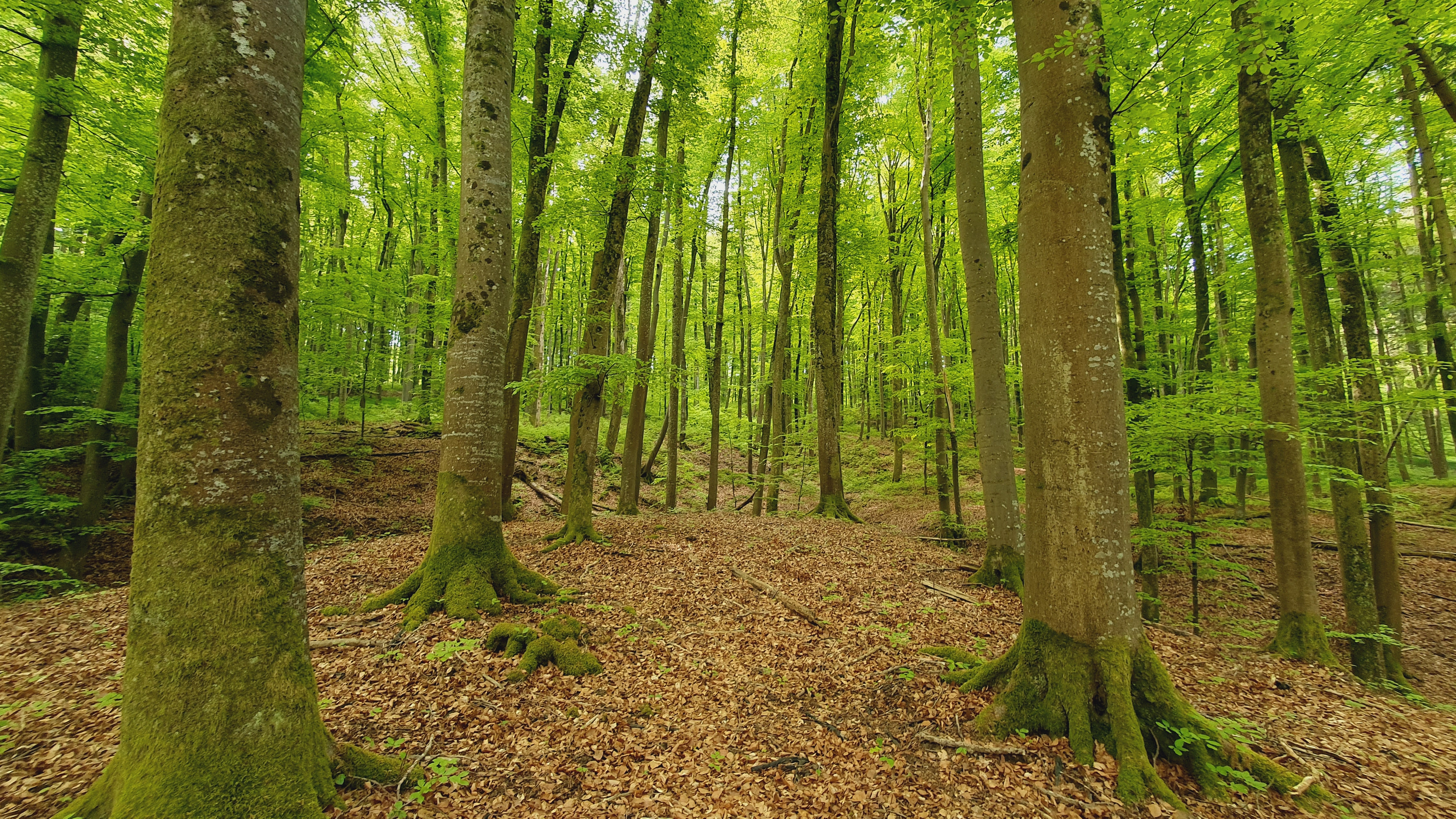
Blick vom Burghügel

## Beschreibung
Die Burganlage liegt an der südlichen Talseite eines Ost-West fließenden Baches. Die Kernburg, heute nur noch ein Berghügel in Form eines Drachenvierecks mit stark abgerundeten Ecken, war von Nordosten über Süden bis Nordwesten mit einem Burggraben, vermutlich ausgebaute natürliche Trockengräben, umgeben, der im Süden einen auslaufenden Zipfel ausweist. Der Burghügel misst etwa 37 auf 30 Meter. Östlich liegt ein weiterer aber schmalerer Graben vor. Im Südwesten befindet sich leicht abgesetzt ein weiterer Graben. Hier wurde vermutlich ein natürliches schmales nach Nordnordwest verlaufender, schmaler, nur zeitweise wasserabführender Graben ausgebaut. Zwischen beiden Vorgräben befinden sich südlich weitere kleine Grabenstücke. Zwischen diesen schlängelt sich ein Wegzugang zur Burgstelle, der wohl auch zu Burgzeiten der Zugang war. Eine Vorburg, mit etwa 25 Meter Durchmesser, wird im Südosten der Anlage angenommen.
Der Platz im Südwesten zwischen Burggraben und Vorgraben wird als Ökonomiehof angenommen.
Es wird angenommen, dass die Anlage nur aus Fachwerkgebäuden bestand. Keramikfunde sollen auf ein Wohngebäude mit Kachelofen hinweisen. Ziegelbruchstücke stützen die Vermutung, dass die Gebäude mit Ziegeldächern versehen waren.

## Weitere Burgen auf Dettinger Gemarkung
- Burgstelle Bol
- Burgstelle Mansberg
- Burgstelle Schloßberg